# Karvasaaret (ö i Jyväskylä)
Karvasaaret är en ö i Finland. Den ligger i sjön Armisvesi och i kommunen Hankasalmi i den ekonomiska regionen  Jyväskylä ekonomiska region  och landskapet Mellersta Finland, i den centrala delen av landet, 270 km norr om huvudstaden Helsingfors. Öns area är 0,8 hektar och dess största längd är 270 meter i nord-sydlig riktning.  Notera att namnet antyder att det är fråga om flera öar.